# Бальнеум
Бальнеумы (лат. balneum, balineum — приспособление для купания; лат. balineae, balneae — купальня) — небольшие древнеримские и древнегреческие бани для личного пользования. Подобно своим общественным аналогам — термам — они обогревались горячим воздухом, который подавался из подвальных помещений вверх по системе специальных каналов в стенах и полу.